# Atkinson (Maine)
Atkinson ist ein Unorganized Territory im Piscataquis County des Bundesstaates Maine in den Vereinigten Staaten. Im Jahr 2010 lebten dort 326 Einwohner in 198 Haushalten auf einer Fläche von 101,14 km². Zum 1. Juli 2019 wurde die Organisation als Town nach Billigung durch die Legislative und Votum der Wähler des Gebietes aufgehoben und Atkinson gehört nun zu den Unorganized Territorys.

## Geographie
Nach dem United States Census Bureau hat Atkinson eine Gesamtfläche von 101,14 km², von der 100,47 km² Land sind und 0,67 km² aus Gewässern bestehen.

### Geographische Lage
Atkinson liegt im Süden des Piscataquis Countys und grenzt an das Penobscot County. Im Norden begrenzt der in östliche Richtung fließende Piscataquis River das Gebiet von Atkinson. Atkinson gehörte vor der Desorganisation zur Three Rivers Community Alliance, einem losen Gemeindeverbund mit Sitz in Milo, und wird nun durch den Bundesstaat verwaltet. Einige kleinere Flüsse durchfließen das Gebiet, auf dem es keine Seen gibt. Die Oberfläche ist eben, ohne höhere Erhebungen.

### Nachbargemeinden
Alle Entfernungen sind als Luftlinien zwischen den offiziellen Koordinaten der Orte aus der Volkszählung 2010 angegeben.
- Norden: Sebec, 10,0 km
- Nordosten: Milo, 13,7 km
- Osten: Southeast Piscataquis, Unorganized Territory, 11,6 km
- Südosten: Bradford, Penobscot County, 14,4 km
- Süden: Charleston, Penobscot County, 9,3 km
- Südwesten: Garland, Penobscot County, 11,8 km
- Westen: Dover-Foxcroft, 10,6 km

### Stadtgliederung
In Atkinson gibt es mehrere Siedlungsgebiete: Atkinson Corners, Atkinson Mills, Maple, North Atkinson und South Atkinson.

### Klima
Die mittlere Durchschnittstemperatur in Atkinson liegt zwischen −11,1 °C (12 °F) im Januar und 19,4 °C (67 °F) im Juli. Damit ist der Ort gegenüber dem langjährigen Mittel der USA um etwa 9 Grad kühler. Die Schneefälle zwischen Oktober und Mai liegen mit bis zu zweieinhalb Metern mehr als doppelt so hoch wie die mittlere Schneehöhe in den USA; die tägliche Sonnenscheindauer liegt am unteren Rand des Wertespektrums der USA.

## Geschichte
Atkinson wurde am 29. Februar 1819 als Town organisiert. Zuvor war das Gebiet als Township No. 2, Sixth Range North of Waldo Patent (T2 R6 NWP) auch St. Loe (Saint Loe) bekannt. Den Grant für Atkinson erwarben Vaughan & Mereck und das Gebiet wurde für einen Preis von 25 Cent je acre verkauft. Zu den ersten Käufern gehörten Richter Atkinson und Oliver Crosby. Die Brüder Colcord, die im Jahr 1807 das Gebiet erreichten, errichteten am Dead Stream eine Sägemühle.
Nach mehreren gescheiterten Versuchen wurde Atkinson am 1. Juli 2019 deorganisiert und den Unorganized Territorys angegliedert.

### Einwohnerentwicklung
| Volkszählungsergebnisse – Township of Atkinson, Maine | Volkszählungsergebnisse – Township of Atkinson, Maine | Volkszählungsergebnisse – Township of Atkinson, Maine | Volkszählungsergebnisse – Township of Atkinson, Maine | Volkszählungsergebnisse – Township of Atkinson, Maine | Volkszählungsergebnisse – Township of Atkinson, Maine | Volkszählungsergebnisse – Township of Atkinson, Maine | Volkszählungsergebnisse – Township of Atkinson, Maine | Volkszählungsergebnisse – Township of Atkinson, Maine | Volkszählungsergebnisse – Township of Atkinson, Maine | Volkszählungsergebnisse – Township of Atkinson, Maine |
| Jahr                                                  | 1800                                                  | 1810                                                  | 1820                                                  | 1830                                                  | 1840                                                  | 1850                                                  | 1860                                                  | 1870                                                  | 1880                                                  | 1890                                                  |
| ----------------------------------------------------- | ----------------------------------------------------- | ----------------------------------------------------- | ----------------------------------------------------- | ----------------------------------------------------- | ----------------------------------------------------- | ----------------------------------------------------- | ----------------------------------------------------- | ----------------------------------------------------- | ----------------------------------------------------- | ----------------------------------------------------- |
| Einwohner                                             |                                                       |                                                       | 245                                                   | 418                                                   | 704                                                   | 895                                                   | 897                                                   | 810                                                   | 828                                                   | 605                                                   |
| Jahr                                                  | 1900                                                  | 1910                                                  | 1920                                                  | 1930                                                  | 1940                                                  | 1950                                                  | 1960                                                  | 1970                                                  | 1980                                                  | 1990                                                  |
| Einwohner                                             | 495                                                   | 528                                                   | 456                                                   | 394                                                   | 312                                                   | 400                                                   | 280                                                   | 213                                                   | 306                                                   | 332                                                   |
| Jahr                                                  | 2000                                                  | 2010                                                  | 2020                                                  | 2030                                                  | 2040                                                  | 2050                                                  | 2060                                                  | 2070                                                  | 2080                                                  | 2090                                                  |
| Einwohner                                             | 323                                                   | 326                                                   |                                                       |                                                       |                                                       |                                                       |                                                       |                                                       |                                                       |                                                       |

## Wirtschaft und Infrastruktur

### Verkehr
Atkinson wird von keiner Staatsstraße durchquert. In dem Gebiet befinden sich nur Straßen der Gemeinde.
In unmittelbarer Nähe der Ortschaft liegt der Flugplatz Webber Jones.

### Öffentliche Einrichtungen
In Atkinson gibt es keine medizinischen Einrichtungen oder Krankenhäuser. Nächstgelegene Einrichtungen für die Bewohner von Atkinson befinden sich in Dover-Foxcroft.
Atkinson besitzt keine eigene Bücherei, die nächstgelegenen befinden sich in Dover-Foxcroft, Milo oder Bradford.

### Bildung
Atkinson gehört mit den Gemeinden der Three Rivers Community: Brownville, Bowerbank, Brownville, LaGrange, Lake View, Medford, Milo und Sebec zum MSAD 41.
Im Schulbezirk werden mehrere Schulen angeboten:
- Brownville Elementary School in Brownville, mit den Schulklassen 3 und 4
- Milo Elementary School in Milo, mit den Schulklassen Pre-Kindergarten bis 2
- Penquis Valley Middle School in Milo, mit den Schulklassen 5 bis 8
- Penquis Valley High School in Milo, mit den Schulklassen 9 bis 12

## Persönlichkeiten

### Söhne und Töchter der Stadt
- Ernest T. Eaton (1877–1957), Politiker